# Деккерс, Рамон
Рамон «Бриллиант» Деккерс (нидерл. Ramon Dekkers; 4 сентября 1969, Бреда — 27 февраля 2013, Бреда) — голландский тайбоксер, восьмикратный чемпион мира по муай тай. Первый иностранец, признанный в Таиланде «Лучшим тайбоксером года». Прозвища — «Бриллиант», «Турбина из ада».

## Биография
Начал изучать боевые искусства в 12 лет. Сначала Рамон обучался дзюдо в течение нескольких месяцев. Затем он год занимался боксом. После этого — в 13 лет — Деккерс пришёл в тайский бокс, где тренировался под управлением Кора Хеммерса. Впоследствии наставник Рамона воспитал много чемпионов мира по муай-тай и стал одним из самых известных голландских тренеров в мире. Сам Кор был первоклассным тайбоксером, но на вопрос, кто воспитал его как спортсмена, он затруднялся ответить. Свою систему подготовки он изобрёл, работая с Деккерсом. Первый турнир Рамон выиграл в 18 лет, это был национальный чемпионат 15 ноября 1987 года.
Успехи Рамона были бы невозможны без его тренера. Хеммерс сыграл огромную роль в карьере молодого таланта. Он не только заметил огромный потенциал молодого парня, он также значительно поспособствовал воспитанию Рамона. В 16 лет, перед первым профессиональным боем своего ученика, Хеммерс решил обсудить будущее парня с его матерью. Что интересно, после той встречи Кор Хеммерс сильно сблизился с матерью Рамона и в итоге они поженились.

## Карьера
В своем первом поединке в 16 лет Рамон нокаутировал известного боксера, который был намного старше его. На достигнутом парень не остановился, почти каждый свой бой он заканчивал нокаутом. Тогда он весил только 55 кг, но его противники говорили, что он бьет намного сильнее, чем выглядит. С каждым нокаутом росло и его имя в мире тайского бокса. Первым менеджером Деккерса был Кловис Депретц, менеджер Роба Камана. Каман и Деккерс часто тренировались вместе и в итоге стали очень близкими друзьями. Эту пару в Таиланде называли «Голландская двойка». Рамон получил свой первый титул в 18 лет, когда выиграл голландский национальный чемпионат 15 ноября 1987.
В 19 лет он впервые отправился биться в Таиланд. К тому моменту Рамон провёл уже 50 боев. Деккерс дрался с лучшими бойцами Таиланда. Иногда он побеждал, иногда проигрывал. Главный урок, который он получил — у местных спортсменов было очень сложно выиграть по очкам. Помимо того что судьи предпочитали своих соотечественников, главный козырь Рамона в бою — работа руками — оценивался здесь меньше всего. За удары коленями и локтями в Таиланде дают больше очков, и иногда складывалась ситуация, когда более пострадавший таец выигрывал решением судей у иностранца благодаря этому нюансу в правилах. Деккерс не умел «работать на очки», это было не для него — он всегда был нацелен на нокаут. Другой недостаток Рамона был в том, что он никогда не отказывался от боя. Он готов был драться с кем угодно, где угодно и при любых обстоятельствах. Даже травмы его не останавливали. Бывали времена, когда Рамон проводил хотя бы один поединок каждую неделю. За это он заслужил большое уважение в мире тайского бокса. Популярность в Таиланде была столь высокой, что Деккерса сопровождал отряд полиции во время визита в эту страну. Поединки с участием Деккерса собирали 50 миллионов телезрителей в королевстве. Величайшим противостоянием в истории муай-тай считается серия из 4 поединков между Деккерсом и многократным чемпионом Люмпхини, на тот момент «живой легендой» тайского бокса — Кобан Лукчаймаэсайтонгом. В период с 1991 по 1993 бойцы дважды побеждали друг у друга — первый раз голландец проиграл нокаутом, но уже в следующем бою сам нокаутировал тайца. В третьем поединке Кобан победил по очкам. Финальную точку в противостоянии поставил Рамон, выиграв бой решением судей. Сам Рамон считал своим самым ярким воспоминанием в муай-тай победу над чемпионом Люмпхини — Нампоном в финале мирового первенства по тайскому боксу в 1990 году. Также каноническими противостояниями считаются его битвы с Сангтиеноем и Сакмонгхолом.. Первый из них имел прозвище «Поцелуй смерти», тк целовал своих оппонентов перед тем как отправить в нокаут. Бойцы встречались дважды — первый раз в Таиланде, где несмотря на преимущество в 4 из 5 раундов победу отдали Сангтиною. Роль сыграла тайская система подсчета очков. Ответный бой проходил в Амстердаме и транслировался в Таиланде. Наконец справедливость восторжествовала и Рамон одержал победу по очкам. В конце поединка он иронично поцеловал соперника, как тот неоднократно делал со своими оппонентами ранее. Бой с Сакмонгхолом считается одним из самых кровавых в истории муай-тай. Сопернику Рамона было всего восемнадцать лет на момент их противостояния. Оппоненты жестко посекли друг друга локтями, и победу отдали тайцу. Специально к этому бою соперника Деккерса готовили 6 тренеров. Всего на территории Таиланда Деккерс провёл 50 боев. Несмотря на большое количество поединков в этой стране, Рамон так и не стал чемпионом главной арены Бангкока — Люмпхини. Однажды у него был шанс, но ему не дали победу, Деккерс не исполнил традиционный танец перед боем. В знак уважения таиские власти назначили его представителем всех зарубежных бойцов, выступающих в королевстве.
Деккерс запомнился несломным характером, благодаря которому он выигрывал множество боев. Однажды в Германии во время боя Деккерсу рассекли локтем бровь. В перерыве между раундами Кор Хеммерс заклеил "сечку" (рассечение) Рамону при помощи суперклея. Представьте, как после этого его поддерживали зрители.
Сильнейшими соперниками он считал тайских боксеров его поколения. Японцев считал переоцененными (в стране восходящего солнца он бился 20 раз). Много дрался с европейцами и никогда с американскими оппонентами. Заокеанские коллеги Рамона дрались по правилам, запрещавшими удары ногами ниже пояса, а лоу кики были одним из козырей Деккерса.
В воскресенье, 18 марта 2001, Рамон Деккерс дрался в своем прощальном поединке против Марино Дефлорина в Роттердаме. Уже в 4-м раунде Рамон нокаутировал Дефлорина левым хуком. Деккерс вел весь бой, показав свой стиль и агрессию. После этого Рамон присоединился к клубу Голден Глори, где он стал тренером. Врачи запретили ему выходить на ринг, так как у него была полностью уничтожена правая нога. Но после шести операций Деккерс вновь вернулся на ринг, поменял стиль боя, сменил стойку.
После ухода Деккерс был довольно востребованным, он тренировал сразу в двух клубах: Team Dekkers и Golden Glory. Но в 2005 году Деккерс потряс весь мир, подписав контракт с К-1. Бой проходил по правилам ММА. Деккерс, который вообще не имел опыта выступлений в боях без правил, проиграл Генки Судо болевым приемом на ногу.(видео на youtube)
Менеджер Голден Глори организовал ещё один поединок для Деккерса в рамках K-1 World MAX 2005 World Championship Final. На этот раз это был бой по правилам К-1. Соперником был американец Дюан Людвиг. За пару дней до боя Рамон повредил связки плеча. Несмотря на сильную боль в левом плече, Деккерс доминировал в каждом раунде и в итоге победил решением судей.
Прощальный бой Рамона Деккерса состоялся 13 мая 2006 года на Гран При в Амстердаме. Соперником был Йори Мес. После того, как оба бойца побывали в нокдауне во втором раунде, Мес победил решением судей.
В 2012 Деккерс посетил Россию, где провел обучающий семинар и посетил этап турнира Glory.

### Тренерская деятельность
После завершения спортивной карьеры начал заниматься тренерской деятельностью в Golden Glory. Воспитал Ники Хольцкена.

### Смерть
27 февраля 2013 года Рамон скончался от сердечного приступа во время поездки на своём велосипеде. Это случилось в его родном городе Бреда, когда он проезжал через тоннель.

## Отзывы
Mohamed Ait Hassou: «Для меня Рамон был лучшим бойцом. Один из тысячи. Магнит для зрителей. Мне часто приходилось судить бои Рамона. Я могу вам сказать, что этот человек наносил просто фантастической силы удары. Я часто замечал у его противников взгляд, полный страха. Удары Рамона вызывали тяжелое чувство у оппонентов. Отчетливо отпечатался в памяти бой Рамона против Райена Симсона, когда они ударили одновременно друг друга с такой силой, что оба повалились на пол. Я тогда начал отсчитывать обоим. Райен видел падение Рамона, и это придало ему сил подняться на ноги скорее. Немногие знают, что для обоих счет дошел до 8. Позже Рамон не смог продолжать поединок по причине рассечения над глазом, кровь мешала ему видеть. Это было странное чувство: видеть такой бой, когда оба соперника выкладываются на 100 %, очень равный бой.
Деккерс сделал очень большой вклад в развитие нидерландского тайского бокса и кикбоксинга. Благодаря ему уровень и рейтинг Нидерландов в этих видах спорта значительно возрос. Не знаю, сколько ещё лет пройдет, пока не появится боец такого же уровня».

### Титулы
- Dutch Featherweight Champion
- MTBN Featherweight Champion
- NKBB Super featherweight Champion
- IMTA World Lightweight Champion
- IMTF World Super lightweight Champion
- IMF World Light welterweight Champion
- WPKL World Welterweight Champion
- WPKL World Super welterweight Champion
- WPKF World Middleweight Champion
- WPKL World Middleweight Champion

## Награды
- Muay Thai Fighter of the Year (Thailand, 1990)
- Muay Thai Fighter of the Year (Thailand, 1992)